# Езерна ряпушка
Езерните ряпушки (Coregonus artedi) са вид актиноптери от семейство Coregonidae.
Те са незастрашен вид.
Таксонът е описан за пръв път от Шарл Александр Льосюйор през 1818 година.